# 擂鼓簕属
擂鼓簕属（学名：Mapania）又称擂鼓艻属，是莎草科下的一个属，为多年生、粗壮草本植物。该属约有100余种，分布于热带地区。
该属常见植物有：
- 华擂鼓艻 Mapania silhetensis
- 野长蒲 Mapania sumatrana
- 单穗擂鼓艻 Mapania wallichii

## 形态
擂鼓艻属具木质匍匐根状茎。其秆为侧生，叶子基生，质地接近革质。该属植物的总苞可以是叶状或鳞片状，呈革质结构。。
花序为穗状，通常成头状聚生，偶尔也会单独存在。假小穗中含有3到4朵单性花，基部的两个鳞片具有显著的龙骨状凸起，并覆盖有长硬毛。擂鼓艻属的花柱细长且宿存，柱头通常有3个，呈纤细状。
果实为小坚果，质地多为干骨质或多汁类型，部分品种可能具喙，而另一些则不具喙。